# 光風台団地
光風台団地（こうふうだいだんち）は千葉県市原市内にある団地。団地は養老川の中流域の西側にある50 - 70メートル台の台地先端部に立地する。団地面積は78.5ha。計画人口は9000人。団地は民間会社日建不動産によって施工され、1977年（昭和52年）末に工事が完了した。「光風台」の名称は団地開発の事業を実施した日建不動産と共済不動産が共同施工した開発地につけられており、神奈川県の久里浜光風団地など同名の団地が存在する。
2005年秋には団地住民の有志により、養老川沿いの650mにわたって桜の木が植樹された。

## 位置情報
- 北緯35度26分08秒 東経140度07分00秒 / 北緯35.43556度 東経140.11667度
- 姉崎［南東］ - 地理院地図
- 光風台団地 - Google マップ

## 関連記事
- 光風台 (市原市)
- 光風台駅 (千葉県)